# Ваховце
Ваховце (слч. Váhovce) је насељено мјесто са административним статусом сеоске општине (слч. obec) у округу Галанта, у Трнавском крају, Словачка Република.

## Становништво
| Година:    | 1994. | 2004.   | 2014.   | 2024.   |
| ---------- | ----- | ------- | ------- | ------- |
| Број људи: | 1949  | 2070    | 2136    | 2008    |
| Разлика:   |       | +6,20 % | +3,18 % | -5,99 % |

| Година:    | 2023. | 2024.   |
| ---------- | ----- | ------- |
| Број људи: | 2024  | 2008    |
| Разлика:   |       | -0,79 % |

Према подацима о броју становника из 2011. године насеље је имало 2.080 становника.